# Christian Friedrich Meinhold

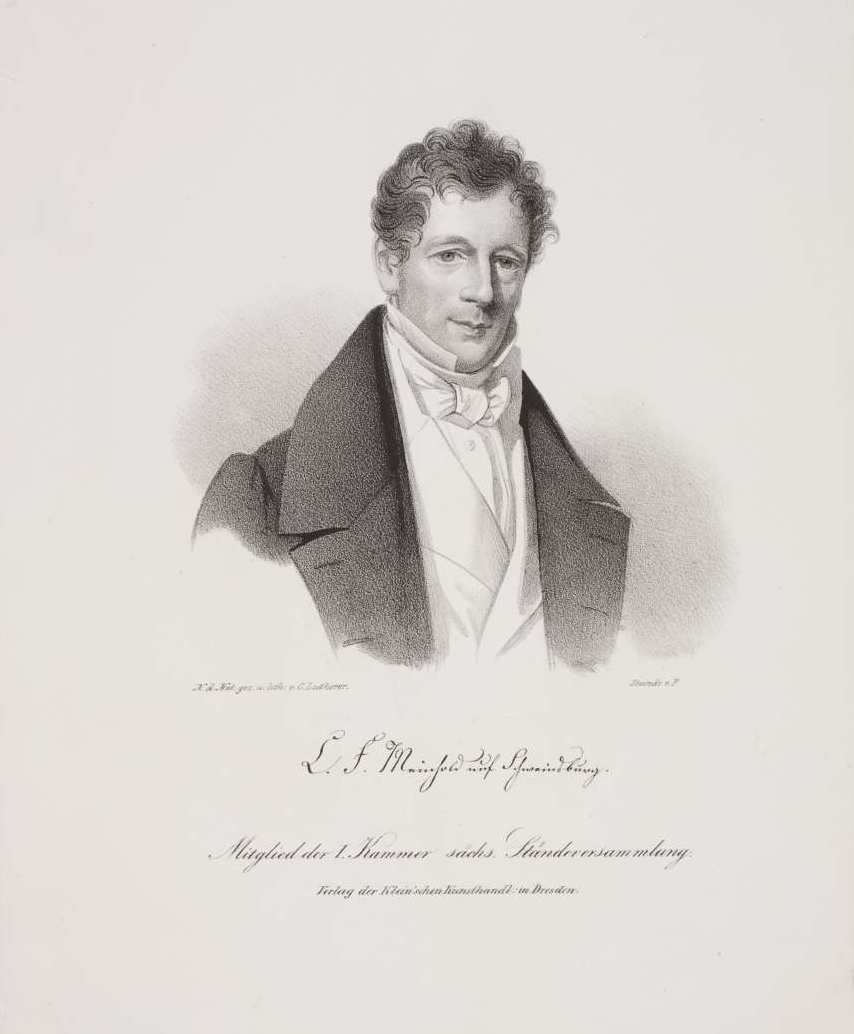
Christian Friedrich Meinhold

Christian Friedrich Meinhold (* 5. August 1787 in Annaberg; † 19. Juli 1854 in Dresden) war ein deutscher Rittergutsbesitzer und Politiker.
Der aus der erzgebirgischen Bergstadt Annaberg stammende Meinhold war der Sohn des Kauf- und Handelsmanns Johann Friedrich Meinhold und dessen Ehefrau Johanna Sophia geborene Jahn. Er war mit Johanna Christiana Günther (1789–1878) aus Lößnitz verheiratet, wo er mindestens von 1810 bis 1813 als Kauf- und Handelsherr ansässig war. Er besaß zudem ein Blaufarbenwerk in Böhmen.
Um 1815 erwarb Meinhold von den Neuberschen Erben das Rittergut Tannenberg, wo er Erb-, Lehn- und Gerichtsherr wurde. 1820 kaufte Meinhold das Rittergut Schweinsburg bei Glauchau. 1828 trat er als Lehnträger des Ritterguts Nischwitz der Erbengemeinschaft Jockisch-Scheuereck auf. Als gewählter Rittergutsbesitzer des Erzgebirgischen Kreises gehörte er von 1832 bis 1852 auf Lebenszeit der I. Kammer des Sächsischen Landtags an. Sein liberaler Zeitgenosse Bernhard Hirschel bezeichnete ihn 1846 als liberalen Abgeordneten und charakterisierte ihn als „eine gesunde, kräftig vollsaftige Figur“.
Er war 1838 Teilnehmer an der Versammlung Deutscher Landwirthe. Besitznachfolger seines als Schloss bezeichneten Ritterguts war sein Sohn Friedrich Emil Robert Meinhold, der ebenfalls Abgeordneter des Sächsischen Landtags wurde.